# Kıranköy, Vakfıkebir
Kıranköy là một xã thuộc huyện Vakfıkebir, tỉnh Trabzon, Thổ Nhĩ Kỳ. Dân số thời điểm năm 2011 là 393 người.